# 대천리중학교
대천리중학교(大川里中學校)는 대한민국 부산광역시 북구 화명동에 있는 공립 중학교이다.

## 학교 연혁
- 1996년 1월 17일 : 개교, 설립인가(1학년 8학급)
- 1996년 3월 1일 : 초대 황윤락 교장 취임
- 1996년 3월 5일 : 제1회 입학식(남 135명, 여 140명)
- 1999년 2월 12일 : 제1회 졸업식(남 174명, 여 184명)
- 2000년 5월 17일 : 교기 유도부 창단
- 2007년 10월 17일 : 연구학교 발표(교과의 달 운영을 통한 교실수업 개선)
- 2017년 4월 19일 : 급식실 현대화 공사 완료
- 2019년 1월 28일 : 상학관 준공
- 2022년 3월 24일 : 학생자치실 구축 및 환경조성
- 2022년 9월 23일 : 진로활동실 구축 및 환경조성
- 2024년 3월 1일 : 제13대 이정화 교장 취임
- 2024년 10월 8일 : 인조잔디 새 운동장 개장식
- 2025년 1월 13일 : 제27회 졸업식 (남 49명, 여 48명 계 97명)
- 2025년 3월 4일 : 제30회 입학식 (남 56명, 여 45명 계 101명)

## 참고 자료
- 대천리중학교 - 한국교육학술정보원 학교알리미